# مخطط كيركبرايد

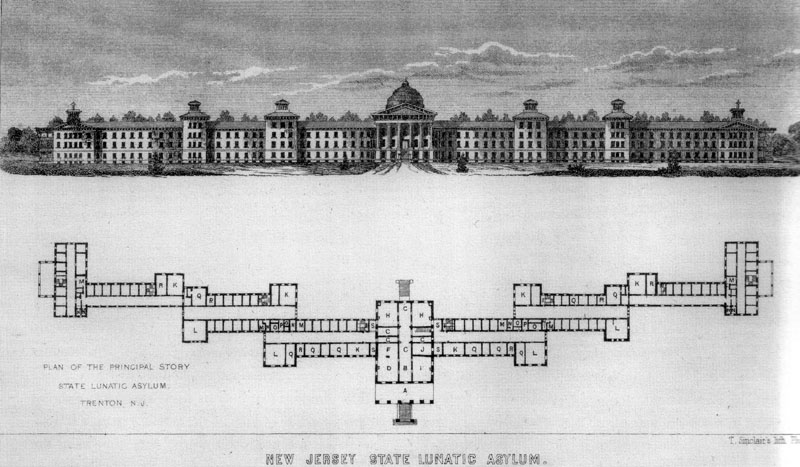
تصميم كيركبرايد لمستشفى ترنتون

يشير مخطّط كيركبرايد إلى نظام تصميم للمصحّات العقلية صمّمه الطبيب النفسي في فيلادالفيا توماس ستوري كيركبرايد (1809-1883م) في منتصف القرن التاسع عشر. تم إنشاء المصحّات التي بنيت وفق تصميم كيركبرايد –والتي يُشار إليها غالباً باسم مباني كيركبرايد- من منتصف إلى أواخر القرن التاسع عشر في الولايات المتحدة الأمريكية.
كانت الخصائص الهيكليّة للمستشفيات التي بُنيت على النّحو الذي حدّده الدكتور كيركبرايد مشروطة بنظريّاته فيما يتعلّق بعلاج المرضى العقليّين، حيث كانت البيئة والتّعرض للضّوء والهواء الطّبيعيّين أموراً رئيسيّة.
اعتمدت المستشفيات التي بُنيت وفق مخطّط كيركبرايد على أساليب معماريّة مختلفة، ولكنّها اشتركت في مخطّط «جناح الخفّاش»، التي ضمّ العديد من الأجنحة التي تمتد من المركز باتجاه الخارج.
أوّل مستشفى تم تصميمه وفق مخطّط كيركبرايد كان مستشفى ترنتون في مدينة ترينتون في ولاية نيوجيرسي، وتمّ تشييده في عام 1848م. وخلال الفترة المتبقيّة من القرن التاسع عشر، تم تصميم العديد من مستشفيات الأمراض العقليّة بموجب مخطّط كيركبرايد في جميع أنحاء الولايات المتّحدّة الأمريكيّة.
بحلول القرن العشرين، تضاءلت شعبيّة التصميم، ويرجع ذلك إلى حد كبير إلى الضّغوطات الاقتصاديّة للحفاظ على المرافق الضخمة؛ فضلاً عن الطّعن بنظريّات الدكتور كيركبرايد ضمن المجتمع الطّبّيّ.
لاتزال توجد العديد من هياكل كيركبرايد حتّى اليوم، رغم أنّ العديد منها قد هُدم بشكل كلّيّ أو جزئيّ من أجل إعادة الاستعمال. تم تسجيل ما لا يقل عن 25 مبنى من مباني كيركبرايد الأصليّة في السجل الوطني للأماكن التاريخية في الولايات المتّحدّة الأمريكيّة، وكانت تُسجّل إما المستشفى بكامل أبنيتها أوبموقعها العام أو ببعض الأبنية الجزئيّة فيها.

## التاريخ

### التأسيس والفلسفة

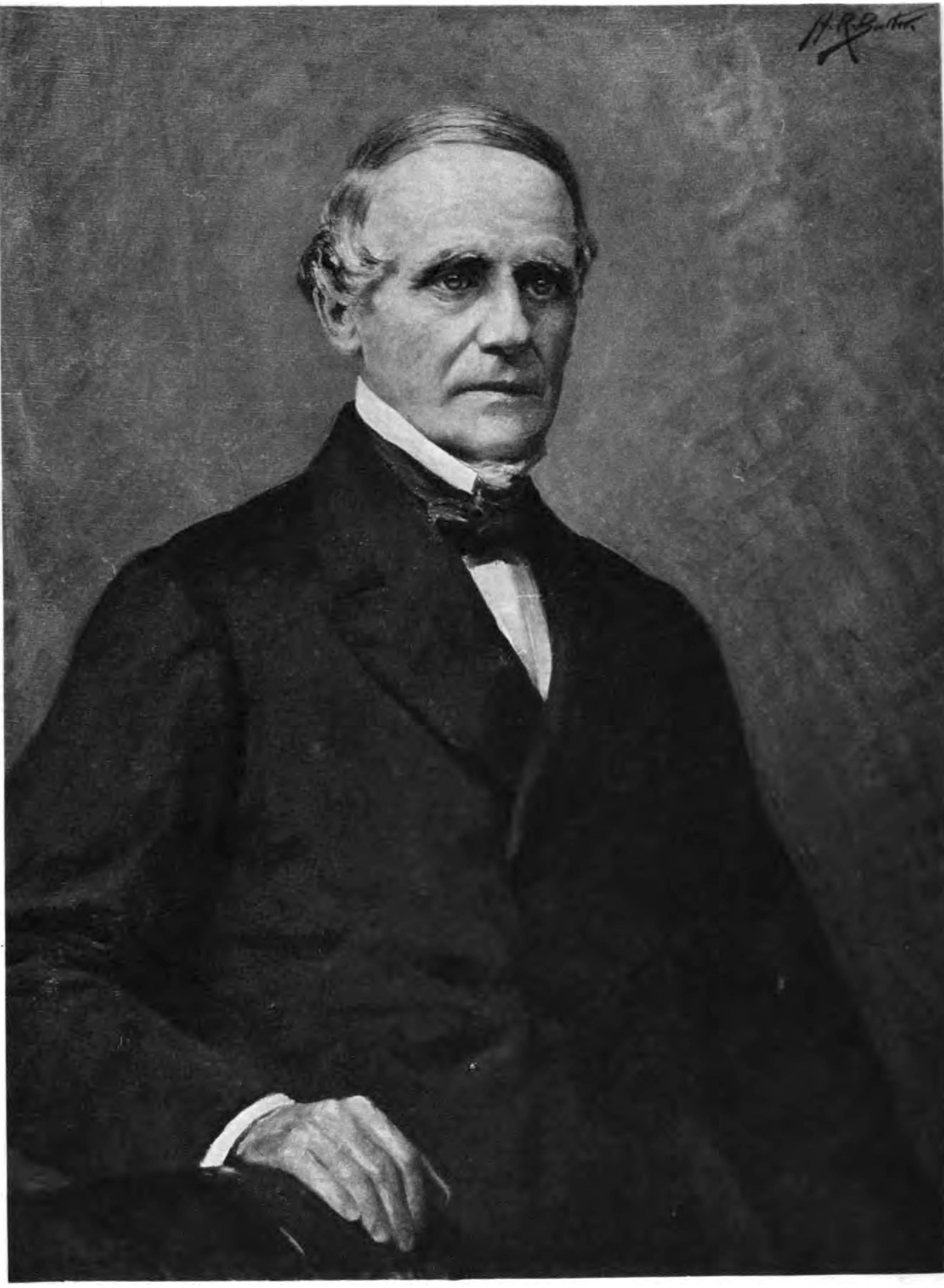
توماس ستوري كيركبرايد، مصمم مخطّط كيركبرايد

يعود تأسيس مستشفيات الأمراض العقليّة في ولاية نيوجيرسي في الولايات المتّحدّة الأمريكيّة إلى الإصلاحي دوروثيا ديكس، الذي أدلى بشهادته أمام الهيئة التشريعيّة في نيوجيرسي في عام 1844م، ووصف بشكل واضح معاملة الدّولة السيّئة للمرضى العقليّين؛ حيث قال أن المرضى كانوا يقيمون في سجون المقاطعة، ومنازل خاصة وفي الطّوابق السفليّة للمباني. أدّى جهد ديكس لبناء مصحّة نيوجيرسي للمرضى العقليين الذي كان أوّل مصحّة تُبنى وفق مخطّط كيركبرايد.
طوّر كيركبرايد تصاميم المصحّات والمستشفيات استناداً إلى فلسفة المعالجة الأخلاقيّة، والحتميّة البيئيّة. كان تصميم الطابق الرئيسي في المستشفيات يتطلّب إدخال كمية كافية من الهواء النقيّ والضوء الطبيعيّ، بحيث يكون له تأثير علاجي على المرضى؛ كان لتصميم كيركبرايد دور كبير في علاج المرضى بشكل فعّال.

### التصميم والمميزات المعمارية
كانت مصحّات مخطّط كيركبرايد تميل إلى أن تكون مبانٍ مؤسسيّة ضخمة، مع بصمة معمارية خاصة جعلت الشكل العام للمباني نحيل ومرتفع، مع أجنحة متداخلة تمتد من المركز إلى الخارج بشكل شبيه لجناحي الخفّاش.
كان العدد القياسي للأجنحة في كل مصحّة هو ثمانية أجنحة، تتسع لـ 250 مريضاً؛ كان الهدف من الأجنحة وفق كيركبرايد هو السّماح بوجود ممرّات فرديّة مفتوحة تستقبل أكبر قدر ممكن من أشعّة الشّمس والهواء النقيّ؛ يُعتقد أنّ هذا الأمر ساعد في شفاء المرضى العقليّين.
في كل جناح يوجد ردهة خاصة مع أثاث مريح وحمّام وغرفة ملابس ومستوصف ؛ كانت الأجنحة البعيدة عن المركز مخصّصة للمرضى الذين يحتاجون إلى جهد أكبر للاعتناء بهم، أو الأكثر خطورة بينهم. كانت غرف المرضى كبيرة مع سقوف عالية لا يقلّ ارتفاعها عن 3.7م ولكن لا تتسع لأكثر من شخص واحد.
صُمّمت المجمّعات المركزيّة لمباني مخطّط كيركبرايد لضمّ مباني الإدارة والمطابخ ومناطق الاستقبال بالإضافة لشقق من أجل عوائل المشرفين.
بالإضافة إلى التصاميم المعقّدة للمباني، أكّد الدكتور كيركبرايد على أهميّة المناظر الطبيعيّة التي ستُبنى حولها المشافي، وأكّد على أنّ هذه الأراضي يجب ألا تقل مساحتها عن 100 فدّان (40 هكتار) لكل مشفى.

### العمليات والموظفين
حدّد الدكتور كيركبرايد المبادئ الرئيسيّة لعمّال المستشفى، واقترح كيركبرايد وجود 71 موظّف في المستشفى أو في المناطق القريبة جداً من المستشفى.
طلب كيركبرايد من الطّبيب المشرف أو الطّبيب المعالج أن يعيش في المستشفى الرّئيسيّ أو في مبنى مجاور له ، بينما كان لأسرته خيار العيش في المستشفى أو الحصول على سكن خاص ، كما كان الموظفون مقسمّون بشكل متوازي بنحو 36 موظّفة و35 موظّف.
كان يعمل في المستشفى طبيب مشرف وطبيب مساعد وممرّضات ومشرفون ومعلّمون ذكور ومعلّمات إناث وقس وحارس ليلي . وشدّد كيركبرايد على ضرورة وجود موظّفَين اثنين في كل جناح على مدار السّاعة.
حدّد كيركبرايد أجور الموظّفين، وكانت الأجور مرتفعة للغاية لأن كيركبرايد كان يؤمن أنه يجب تقديم أجور عالية للموظفين من أجل ضمان الحصول على أفضل أدء ممكن منهم، خاصةً أنّ المهمات التي كانت مطلوبة منهم لم تكن سهلة على الإطلاق.
كان راتب الطبيب المشرف في عام 1854م هو 1500 دولار أمريكي أي ما يعادل 40.856 دولار أمريكي في عام 2017م وذلك في حال كانت عائلة الطبيب تعيش في المستشفى، أمّا إذا كانت العائلة تعيش في مسكن خاص فكان أجر الطبيب 2500 دولار أمريكي أي ما يعادل 60.093 دولار أمريكي في عام 2017م.

### التراجع والاندثار
بحلول أواخر القرن التاسع عشر، بدأت شعبية مخطط كيركبرايد بالتّراجع، وذلك يعود بشكل كبير إلى أنّ المستشفيات المموّلة من قبل الدّولة حصلت على تخفيضات كبيرة في الميزانيّة مما جعل الحفاظ عليها أمراً صعباً للغاية . كما تمت مهاجمة المفهوم العام لنظريّات كيركبرايد المتعلّقة بعلاج الأمراض العقليّة من قبل المجتمع الطّبي
.

## المستقبل

### الحالة
تم بناء 73 مستشفى معروفة وفق مخطط كيركبرايد في جميع أنحاء الولايات المتحدة الأمريكية بين عاميّ 1845 و1910م . في عام 2016م تبيّن أنّ أكثر من 33 مستشفى من هذه المستشفيات لاتزال موجودة بشكلها الأصليّ، و24 مستشفى تم إعادة بنائها أو تغيير شكلها، في حين أنّ باقي المستشفيات تم التّخلي عنها وإهمالها.
تتركّز مستشفيات كيركبرايد بشكل كبير في الشّمال الشرقيّ والوسط الغربيّ . في حين أنّه تمّ بناء عدد أقل من المستشفيات على السّاحل الغربيّ.
تمّ بناء مرافق مشابهة خارج الولايات المتّحدّة الأمريكيّة في كندا وأستراليا.

## الجهود للحفاظ على المخطّط
نظراً لخصائصها المعماريّة المعقّدة وأهميّتها التّاريخيّة، اجتذبت مستشفيات كيركبرايد الكثير من الجهود من أجل الحفاظ عليها، وحتّى عام 2016م تم تسجيل نحو 30 من هذه المستشفيات في السجّل الوطنيّ للأماكن التّاريخيّة.
قامت مجموعات الحفظ المحليّة والجمعيّات التاريخية بمحاولات عديدة للحفاظ على هذه المستشفيات؛ في ماساتشوستس قام المحتمع التاريخيّ برفع دعوى قضائيّة في محاولة منه لوقف هدم مبنى كيركبرايد في الولاية.
لاتزال عدّة منشآت من مستشفيات كيركبرايد نشطة حتى يومنا هذا، على الرّغم من أنّها لم تحتفظ بكل تفاصيل وأبنية المنشآت الأصليّة مثل مستشفى ولاية أوريغون بعد أن هُدم معظمه وتم إعادة بنائه في عام 2013م.

## الثقافة
ظهرت العديد من مستشفيات ومباني كيركبرايد في الفنون، فمستشفى دينفرز الحكوميّ في ماساتشوستس كان موقعاً لتصوير أحد أفلام الرّعب النّفسي في عام 2001م ؛ كما يعتقد الكثيرون أن هذا المستشفى كان مصدر إلهام للكاتب إتش بي لوفكرافت (H.P. Lovecraft)، كما يعتقدون أنه تمّ استيحاء المصحّة العقليّة في سلسلة باتمان من مستشفيات كيركبرايد ؛ كما تم عرض مستشفى ولاية أوريغون في فيلم «طار فوق عش الواق واق» (1975م). بالإضافة لظهور العديد من المباني الأخرى التابعة لمخطّط كيركبرايد في العديد من الأفلام والوثائقيّات.